# Pedro Soeiro
Pedro Soeiro (Matosinhos, 11 september 1975) is een Portugees voormalig wielrenner.

## Overwinningen
1997
Volta dos Sete-Marinha Grande
1999
3e etappe GP Abimota
2000
Circuito da Malveira
3e etappe Ronde van Alentejo
2001
Clássica de Vila Franca de Xira
2002
1e etappe Volta a Tras os Montes e Alto Douro
2003
1e etappe GP Cantanhede
Porto-Lissabon
 Portugees kampioen op de weg
2004
Eindklassement Troféu Millennium
1e en 2e etappe en eindklassement GP Abimota
Porto-Lissabon
GP Area Metropolitana de Vigo
2005
3e etappe Ronde van Brazilië
Classica de Fafe
1e etappe Ronde van Alentejo
2e etappe GP Barbot
2006
3e etappe Ronde van Brazilië
2007
Proloog Volta a Tras os Montes e Alto Douro